# Clayton Love
Clayton D. Love jr. (Mattson (Mississippi), 16 november 1927 – 28 februari 2010) was een Amerikaanse bluespianist.

## Biografie
Love werd geboren in Mattson (Mississippi) en groeide op in Clarksdale. Hij diende bij de Amerikaanse marine tijdens de Tweede Wereldoorlog en studeerde vervolgens als pre-med aan het Alcorn Agricultural and Mechanical College in de buurt van Vicksburg. Hij begon op te treden in de clubs in Vicksburg met zijn band The Shufflers, voordat hij afstudeerde in 1949. Zijn neef, bandleider Earl Reed, prees hem aan bij de eigenaar van Trumpet Records, Lillian McMurry en hij nam voor het eerst op voor het label in 1951. Het volgende jaar  begon hij op te nemen bij Aladdin Records met de band van Raymond Hill en nam hij in de daaropvolgende jaren ook op voor Modern Records en Groove Records. 
Halverwege de jaren 1950 verhuisde hij naar St. Louis en trad hij toe tot Ike Turner's Kings of Rhythm, terwijl hij zong op de nummers Do You Mean It, She Made My Blood Run Cold en The Big Question, uitgebracht bij Federal Records. Hij nam ook op onder zijn eigen naam voor het lokale Bobbin-platenlabel, ondersteund door een band onder leiding van bassist Roosevelt Marks. Love speelde later alleen en voor The Sharpies, daarna ging hij terug naar de universiteit. Hij behaalde in 1972 een masterdiploma aan de Saint Louis University en gaf vervolgens les aan de lagere school in het openbare schoolsysteem van St. Louis. Hij werd later beheerder aan de Vashon High School.
Love bleef optreden tijdens het bluesrevival circuit van de late jaren 1980 en vroege jaren 1990. In 1986 en 1987 toerde Love door Europa met voormalige leden van de Kings of Rhythm, Jimmy Hinds, Billy Gayles, Erskine Oglesby, Stacy Johnson, Oliver Sain en voormalig Ikette Robbie Montgomery, als onderdeel van de St. Louis Kings of Rhythm. De St. Louis Kings of Rhythm werden officieel benoemd als ambassadeurs voor de stad St. Louis door burgemeester Vincent Schoemehl in 1987. In 1991 nam hij het album Rockin 'Eighty-Eights op met collega-pianisten Johnnie Johnson en Jimmy Vaughn. 

## Ziekte en overlijden
Love kreeg een beroerte op Thanksgiving in 2009, gevolgd door een hartaanval met Kerstmis. Clayton Love overleed in de hospicezorg op 28 februari 2010 op 82-jarige leeftijd, na enkele jaren ziek te zijn geweest met artritis en dementie. Hij werd overleefd door zijn vrouw Joyce Love, zoon Greyling Love, dochters Cheryl Love, Joann Johnson, Gail Love en Mia Love, zus Mildred Chavers en verschillende kleinkinderen en achterkleinkinderen.

## Discografie

### Singles
- 1954: Wicked Little Baby / Why Don't You Believe In Me (Modern) – Clayton Love
- 1956: Bye Bye Baby / Mary Lou (Groove Records) – Clayton Love Orchestra
- 1957: Do You Mean It / She Made My Blood Run Cold (Federal) – Ike Turner & his Kings of Rhythm
- 1957: The Big Question (Federal) – Ike Turner & his Kings of Rhythm
- 1957: You've Changed My Love (Federal) – Ike Turner & his Kings of Rhythm
- 1958: Limited Love / Unlimited Love (Bobbin) – Roosevelt Marks Orchestra met Clayton Love
- 1959: Bye Bye, Baby / Mistreated (Bobbin) – Roosevelt Marks Orchestra met Clayton Love

### Albums
- 1980: Come On Home Blues: From The Carousel Club St. Louis Missouri (Red Lightnin')
- 1991: Rockin' Eighty-Eights (Modern Blues Recordings)